# هنريتا دوغديل
هنريتا دوغديل (بالإنجليزية: Henrietta Dugdale)‏ (1827 - 1918)، هي أسترالية، وأول من أسس حركة حقوق المرأة في أستراليا. وشكلت هنريتا دوغديل أول جمعية اقتراع نسائية أسترالية في ملبورن، فيكتوريا في عام 1884. وأصبحت المرأة مؤهلة للتصويت لبرلمان جنوب أستراليا في عام 1895.